# کانتون (اوهایو)
کنتون(به انگلیسی: Canton) شهری در ایالت اوهایو کشور ایالات متحده آمریکا است که جمعیت آن در سرشماری سال ۲۰۱۰ میلادی، ۷۳٬۰۰۷ نفر بوده‌است.